# Schnackenmühle (Geiselwind)
Schnackenmühle (fränkisch: Schnaggamühl) ist ein Gemeindeteil des Marktes Geiselwind im unterfränkischen Landkreis Kitzingen. Schnackenmühle liegt in der Gemarkung Geiselwind.

## Geografische Lage
Die Einöde ist heute Haus Nr. 21 der Wiesentheider Straße (= Staatsstraße 2260). Sie liegt an der Ebrach. Die St 2260 führt nach Schleifmühle (0,6 km nordwestlich) bzw. nach Geiselwind (0,8 km südöstlich).

## Geschichte
Der Ortsname der Mühle verweist wahrscheinlich auf die natürlichen Begebenheiten in der Umgebung. So lag die Anlage wohl an einem mückenreichen Bach. Das Bestimmungswort Schnacken- leitet sich wohl vom mittelhochdeutschen Wort snake ab, das Mücke oder Fliege bedeutet. Vielleicht war Schnackenbach auch eine frühe Bezeichnung des Oberlaufs der Ebrach. Eher unwahrscheinlich ist die Ableitung vom Familiennamen Schnack.
Erstmals erwähnt wurde die Mühle im Jahr 1506. Im Zinsbuch der Fürsten zu Schwarzenberg tauchten damals auch die Äcker bei der „Schnackens Mül“ und die „Schnagkenmul“ selbst auf. 1619 wurde mit Georg Mettes der Beständer in der Mühle genannt. Er hatte als Schwarzenberger Untertan noch 1639 die Mühle inne. 1674 wurde die „Schnockenmühl“ erneut genannt. Im Jahr 1752 erwähnte man die „Schnacken Mühl prope Geißelwind“ (lat. Schnackenmühle bei Geiselwind).
Mit dem Gemeindeedikt (frühes 19. Jahrhundert) wurde Schnackenmühle dem Steuerdistrikt Geiselwind und der Ruralgemeinde Geiselwind zugeordnet.
Zu Beginn des 19. Jahrhunderts wurde sie als Getreidemühle betrieben. Zunächst betrieb der Müller Heinrich Sillig senior die Anlage, ehe sein Sohn Heinrich junior die Schnackenmühle übernahm. Um die Mühle liegen mehrere Felder, außerdem gehört ein Hektar Wald zur Flur der Mühle. Nach Heinrich Sillig junior führte sein Sohn Michael den Mühlbetrieb weiter. Unter seiner Führung wurde im Jahr 1932 das alte Mühlrad abgebaut und durch eine Turbine ersetzt.
Die Mühle wurde noch unter dem Sohn des Michael Sillig, Heinrich, betrieben. Heinrich Sillig wurde 1935 geboren und übernahm die Mühle in schwierigen Zeiten. Durch die fortschreitende Zentralisierung wurden die kleinen Betriebe häufig aufgelöst. Der Mühlbetrieb der Schnackenmühle wurde im Jahr 1964 aufgegeben. Heinrich Sillig und seine Frau Elsa, geborene Stöcker betrieben die Landwirtschaft noch weiter. Heute ist die ehemalige Mühle im Besitz von Armin Sillig und seiner Frau.

### Einwohnerentwicklung
| Jahr      | 001818 | 001840 | 001861 | 001871 | 001885 | 001900 | 001925 | 001950 | 001961 | 001970 | 001987 |
| Einwohner | 6      | 5      | 8      | 2      | 7      | 4      | 6      | 8      | 6      | 9      | 6      |
| Häuser    | 1      | 1      |        |        | 1      | 1      | 1      | 1      | 1      |        | 1      |
| Quelle    | [ 7 ]  | [ 12 ] | [ 13 ] | [ 14 ] | [ 15 ] | [ 16 ] | [ 17 ] | [ 18 ] | [ 19 ] | [ 1 ]  | [ 20 ] |

## Religion
Schnackenmühle ist römisch-katholisch geprägt und bis heute nach St. Burkard (Geiselwind) gepfarrt.